# Detroit Diesel
Detroit Diesel Corporation (DDC), je výrobce dieselových motorů s hlavní centrálou v Detroitu, stát Michigan, USA.
Firma má dvě samostatné divize, které používají toto jméno: jedna divize patří firmě Tognum a druhá divize patří pod německý Daimler AG.
Detroit Diesel vznikla v roce 1938 pod jménem GM Diesel Division jako součást koncernu General Motors.
Detroit Diesel byl součástí Freightlineru – výrobce nákladních vozidel společnosti DaimlerChrysler AG (po rozdělení nyní jen Daimler AG).